# Copa de la Liga de Inglaterra 2014-15
La Copa de la Liga de Inglaterra 2014-15, también conocida como Capital One Cup por razones de patrocinio, fue la edición número 55. Se disputó en formato de eliminación directa a un solo partido en el que participaron equipos de la liga de fútbol profesional de Inglaterra y Gales.
El campeón fue el Chelsea al derrotar al Tottenham Hotspur por 2-0 en el Estadio Wembley el 1 de marzo de 2015.

## Primera ronda
El sorteo de la primera ronda tuvo lugar el 17 de junio de 2014 a las 10:00 BST y se jugó en la semana del 11 de agosto de 2014.
En esta ronda participaron los 24 equipos de la Liga Two, los 24 equipos de la Liga One, y los 22 equipos del Championship (En total 70 equipos. Los dos equipos del Championship que no participaron en esta ronda fueron el Norwich City y el Fulham, los cuales descendieron de la Liga Premier en la temporada 2013-14.  A pesar de que el Cardiff City jugó también la temporada 2013-14 de la Liga Premier, tuvo que jugar la primera ronda por haber quedado en el último lugar.
| 11 de agosto de 2014 19:45 BST | Carlisle United (4) | 0–2               | Derby County (2)          | Brunton Park, Carlisle,                                |                                                        |
|                                |                     | [Reporte Reporte] | Hendrick 62' · Martin 90' | Asistencia: 3,481 espectadores Árbitro(s): Darren Bond | Asistencia: 3,481 espectadores Árbitro(s): Darren Bond |

| 12 de agosto de 2014 19:45 BST | Barnsley (3) | 0–2               | Crewe Alexandra (3)     | Oakwell Stadium, Barnsley,                                 |                                                            |
|                                |              | [Reporte Reporte] | Waters 32' · Tootle 84' | Asistencia: 4,391 espectadores Árbitro(s): Chris Sarginson | Asistencia: 4,391 espectadores Árbitro(s): Chris Sarginson |

| 12 de agosto de 2014 19:45 BST | Birmingham City (2)                     | 3–1               | Cambridge United (4) | St Andrew’s, Birmingham,                                |                                                         |
|                                | Donaldson 16' · Caddis 96' · Duffy 106' | [Reporte Reporte] | Donaldson 38'        | Asistencia: 9,816 espectadores Árbitro(s): Tim Robinson | Asistencia: 9,816 espectadores Árbitro(s): Tim Robinson |

| 12 de agosto de 2014 19:45 BST | Blackburn Rovers (2) | 0–1               | Scunthorpe United (3) | Ewood Park, Blackburn,                                     |                                                            |
|                                |                      | [Reporte Reporte] | Bishop 34'            | Asistencia: 5,352 espectadores Árbitro(s): Seb Stockbridge | Asistencia: 5,352 espectadores Árbitro(s): Seb Stockbridge |

| 12 de agosto de 2014 20:00 BST | Bolton Wanderers (2)                 | 3–2               | Bury (4)               | Macron Stadium, Horwich,                                  |                                                           |
|                                | C. Davies 90' (pen.) · Danns 93' 96' | [Reporte Reporte] | Lowe 20' · McNulty 97' | Asistencia: 9,249 espectadores Árbitro(s): Jeremy Simpson | Asistencia: 9,249 espectadores Árbitro(s): Jeremy Simpson |

| 12 de agosto de 2014 19:45 BST | Brighton & Hove Albion (2)   | 2–0               | Cheltenham Town (4) | Falmer Stadium, Falmer, Brighton,                       |                                                         |
|                                | Dunk 79' · Mackail-Smith 90' | [Reporte Reporte] |                     | Asistencia: 6,595 espectadores Árbitro(s): Michael Bull | Asistencia: 6,595 espectadores Árbitro(s): Michael Bull |

| 12 de agosto de 2014 19:45 BST | Bristol City (3) | 1–2               | Oxford United (4)       | Ashton Gate Stadium, Bristol,                          |                                                        |
|                                | Bryan 2'         | [Reporte Reporte] | Morris 55' · Hylton 87' | Asistencia: 6,145 espectadores Árbitro(s): Lee Collins | Asistencia: 6,145 espectadores Árbitro(s): Lee Collins |

| 12 de agosto de 2014 19:45 BST | Burton Albion (4)        | 2–1               | Wigan Athletic (2) | Pirelli Stadium, Burton upon Trent,                   |                                                       |
|                                | Knowles 45' · Beavon 52' | [Reporte Reporte] | Fortuné 27'        | Asistencia: 2,602 espectadores Árbitro(s): Pat Miller | Asistencia: 2,602 espectadores Árbitro(s): Pat Miller |

| 12 de agosto de 2014 19:45 BST | Charlton Athletic (2)                            | 4–0               | Colchester United (3) | The Valley, Charlton, Londres,                                |                                                               |
|                                | Buyens 24' (pen.) · Wilson 54', 59' · Church 89' | [Reporte Reporte] |                       | Asistencia: 5,752 espectadores Árbitro(s): Charles Breakspear | Asistencia: 5,752 espectadores Árbitro(s): Charles Breakspear |

| 12 de agosto de 2014 19:45 BST | Chesterfield (3)                      | 3–5               | Huddersfield Town (2)                               | Proact Stadium, Chesterfield,                          |                                                        |
|                                | Humphreys 32' · Banks 45' · Doyle 71' | [Reporte Reporte] | Wells 58', 84' (pen.), 94' · Stead 90' · Lolley 98' | Asistencia: 4,569 espectadores Árbitro(s): Gary Sutton | Asistencia: 4,569 espectadores Árbitro(s): Gary Sutton |

| 12 de agosto de 2014 19:45BST | Crawley Town (3) | 1–0               | Ipswich Town (2) | Broadfield Stadium, Crawley,                           |                                                        |
|                               | Mcleod 111'      | [Reporte Reporte] |                  | Asistencia: 3,043 espectadores Árbitro(s): Andy Haines | Asistencia: 3,043 espectadores Árbitro(s): Andy Haines |

| 12 de agosto de 2014 19:45 BST | Dagenham & Redbridge (4)                                                   | 6–6               | Brentford (2)                                                    | Victoria Road, Dagenham, Londres,                     |                                                       |
|                                | Porter 17' · Chambers 45' · Boucaud 55' · Hemmings 90' 113' · Cureton 100' | [Reporte Reporte] | Dallas 5' 9' · Proschwitz 32' · Gray 83' · Moore 97' · Dean 117' | Asistencia: 1,576 espectadores Árbitro(s): Keith Hill | Asistencia: 1,576 espectadores Árbitro(s): Keith Hill |

| 12 de agosto de 2014 19:45 BST | Exeter City (4) | 0–2               | Bournemouth (2)                  | St James Park, Exeter,                                 |                                                        |
|                                |                 | [Reporte Reporte] | Bennett 55' (a.g.) · Gosling 74' | Asistencia: 2,648 espectadores Árbitro(s): Andy Davies | Asistencia: 2,648 espectadores Árbitro(s): Andy Davies |

| 12 de agosto de 2014 19:45 BST | Leeds United (2) | 2–1               | Accrington Stanley (4) | Elland Road, Leeds,                                       |                                                           |
|                                | Doukara 19' 38'  | [Reporte Reporte] | Gray 84'               | Asistencia: 13,407 espectadores Árbitro(s): Richard Clark | Asistencia: 13,407 espectadores Árbitro(s): Richard Clark |

| 12 de agosto de 2014 19:45 BST | Luton Town (4)    | 1–2               | Swindon Town (3)         | Kenilworth Road, Luton,                                 |                                                         |
|                                | Rooney 53' (pen.) | [Reporte Reporte] | M. Smith 76' (pen.), 81' | Asistencia: 4,410 espectadores Árbitro(s): Paul Tierney | Asistencia: 4,410 espectadores Árbitro(s): Paul Tierney |

| 12 de agosto de 2014 19:45 BST | Millwall (2) | 1–0               | Wycombe Wanderers (4) | The Den, South Bermondsey, Londres,                    |                                                        |
|                                | Briggs 27'   | [Reporte Reporte] |                       | Asistencia: 3,403 espectadores Árbitro(s): Andy D'Urso | Asistencia: 3,403 espectadores Árbitro(s): Andy D'Urso |

| 12 de agosto de 2014 19:45 BST | Milton Keynes Dons (3)                 | 3–1               | AFC Wimbledon (4) | Stadium MK, Milton Keynes,                                 |                                                            |
|                                | McFadzean 19' · Powell 49' · Afobe 76' | [Reporte Reporte] | Tubbs 90' (pen.)  | Asistencia: 7,174 espectadores Árbitro(s): Dean Whitestone | Asistencia: 7,174 espectadores Árbitro(s): Dean Whitestone |

| 12 de agosto de 2014 19:45 BST | Morecambe (4) | 0–1               | Bradford City (3) | Globe Arena, Morecambe,                                 |                                                         |
|                                |               | [Reporte Reporte] | Mclean 83'        | Asistencia: 2,395 espectadores Árbitro(s): Scott Duncan | Asistencia: 2,395 espectadores Árbitro(s): Scott Duncan |

| 12 de agosto de 2014 19:45 BST | Oldham Athletic (3) | 0–3               | Middlesbrough (2)                           | Boundary Park, Oldham,                                  |                                                         |
|                                |                     | [Reporte Reporte] | L. Williams 30' · Leadbitter 48' · Kike 60' | Asistencia: 4,311 espectadores Árbitro(s): James Adcock | Asistencia: 4,311 espectadores Árbitro(s): James Adcock |

| 12 de agosto de 2014 19:45 BST | Plymouth Argyle (4)         | 3–3               | Leyton Orient (3)                    | Home Park, Plymouth,                                       |                                                            |
|                                | Reid 45', 64' · McHugh 108' | [Reporte Reporte] | Cox 13' · Baudry 38' · Vincelot 103' | Asistencia: 3,343 espectadores Árbitro(s): Tony Harrington | Asistencia: 3,343 espectadores Árbitro(s): Tony Harrington |

| 12 de agosto de 2014 19:45 BST | Port Vale (3)                                       | 6–2               | Hartlepool United (4)          | Vale Park, Burslem, Stoke-on-Trent,                     |                                                         |
|                                | Williamson 8', 14', 18' · Brown 62' · Pope 74', 84' | [Reporte Reporte] | Franks 10' · Austin 59' (pen.) | Asistencia: 2,824 espectadores Árbitro(s): Graham Scott | Asistencia: 2,824 espectadores Árbitro(s): Graham Scott |

| 12 de agosto de 2014 19:45 BST | Portsmouth (4) | 1–0               | Peterborough United (3) | Fratton Park, Portsmouth,                                 |                                                           |
|                                | Storey 12'     | [Reporte Reporte] |                         | Asistencia: 7,726 espectadores Árbitro(s): Brendan Malone | Asistencia: 7,726 espectadores Árbitro(s): Brendan Malone |

| 12 de agosto de 2014 20:00 BST | Reading (2)                                | 3–1               | Newport County (4) | Madejski Stadium, Reading,                                 |                                                            |
|                                | Pogrebnyak 20' · Blackman 87' · Tanner 90' | [Reporte Reporte] | Jeffers 90'        | Asistencia: 6,459 espectadores Árbitro(s): James Linington | Asistencia: 6,459 espectadores Árbitro(s): James Linington |

| 12 de agosto de 2014 19:45 BST | Rochdale (3) | 0–2               | Preston North End (3)     | Spotland Stadium, Rochdale,                           |                                                       |
|                                |              | [Reporte Reporte] | Little 43' · Kilkenny 48' | Asistencia: 2,348 espectadores Árbitro(s): Mark Brown | Asistencia: 2,348 espectadores Árbitro(s): Mark Brown |

| 12 de agosto de 2014 19:45 BST | Rotherham United (2)   | 1–0               | Fleetwood Town (3) | New York Stadium, Rotherham,                            |                                                         |
|                                | Derbyshire 109' (pen.) | [Reporte Reporte] |                    | Asistencia: 4,487 espectadores Árbitro(s): Nigel Miller | Asistencia: 4,487 espectadores Árbitro(s): Nigel Miller |

| 12 de agosto de 2014 19:45 BST | Sheffield Wednesday (2)             | 3–0               | Notts County (3) | Hillsborough Stadium, Sheffield,                           |                                                            |
|                                | Maghoma 2' · Madine 10' · Nuhiu 65' | [Reporte Reporte] |                  | Asistencia: 12,851 espectadores Árbitro(s): Eddie Ilderton | Asistencia: 12,851 espectadores Árbitro(s): Eddie Ilderton |

| 12 de agosto de 2014 19:45 BST | Shrewsbury Town (4) | 1–0               | Blackpool (2) | New Meadow, Shrewsbury,                                 |                                                         |
|                                | Vernon 34'          | [Reporte Reporte] |               | Asistencia: 4,524 espectadores Árbitro(s): Mark Heywood | Asistencia: 4,524 espectadores Árbitro(s): Mark Heywood |

| 12 de agosto de 2014 19:45 BST | Southend United (4) | 1–2               | Walsall (3)              | Roots Hall, Southend,                                 |                                                       |
|                                | Leonard 68'         | [Reporte Reporte] | Benning 25' · Morris 87' | Asistencia: 3,146 espectadores Árbitro(s): Gavin Ward | Asistencia: 3,146 espectadores Árbitro(s): Gavin Ward |

| 12 de agosto de 2014 19:45 BST | Stevenage (4) | 0–1               | Watford (2) | Broadhall Way, Stevenage,                             |                                                       |
|                                |               | [Reporte Reporte] | Dyer 52'    | Asistencia: 3,989 espectadores Árbitro(s): Carl Berry | Asistencia: 3,989 espectadores Árbitro(s): Carl Berry |

| 12 de agosto de 2014 19:45 BST | Tranmere Rovers (4) | 0–1               | Nottingham Forest (2) | Prenton Park, Birkenhead,                             |                                                       |
|                                |                     | [Reporte Reporte] | Antonio 12'           | Asistencia: 4,374 espectadores Árbitro(s): David Webb | Asistencia: 4,374 espectadores Árbitro(s): David Webb |

| 12 de agosto de 2014 19:45 BST | Wolverhampton Wanderers (2) | 2–3               | Northampton Town (4)       | Molineux Stadium, Wolverhampton,                          |                                                           |
|                                | Dicko 66' · Ricketts 67'    | [Reporte Reporte] | D'Ath 58', 74' · Toney 63' | Asistencia: 6,171 espectadores Árbitro(s): Stuart Attwell | Asistencia: 6,171 espectadores Árbitro(s): Stuart Attwell |

| 12 de agosto de 2014 19:45 BST | Yeovil Town (3) | 1–2               | Gillingham (3)                | Huish Park, Yeovil,                                         |                                                             |
|                                | Gillett 56'     | [Reporte Reporte] | Dickenson 23' · A. Morris 59' | Asistencia: 2,283 espectadores Árbitro(s): Darren Sheldrake | Asistencia: 2,283 espectadores Árbitro(s): Darren Sheldrake |

| 12 de agosto de 2014 19:45 BST | York City (4) | 0–1               | Doncaster Rovers (3) | Bootham Crescent, York,                                 |                                                         |
|                                |               | [Reporte Reporte] | Forrester 90'        | Asistencia: 3,357 espectadores Árbitro(s): Mark Haywood | Asistencia: 3,357 espectadores Árbitro(s): Mark Haywood |

| 13 de agosto de 2014 19:45 BST | Coventry City (3) | 1–2               | Cardiff City (2)                  | Sixfields Stadium, Northampton,                         |                                                         |
|                                | Miller 83'        | [Reporte Reporte] | Burgstaller 4' · Haynes 81' (og.) | Asistencia: 1,382 espectadores Árbitro(s): Simon Hooper | Asistencia: 1,382 espectadores Árbitro(s): Simon Hooper |

| 13 de agosto de 2014 19:45 BST | Sheffield United (3)     | 2–1 | Mansfield Town (4) | Bramall Lane, Sheffield,                                    |                                                             |
|                                | Butler 53' · McNulty 86' |     | Fisher 57'         | Asistencia: 7,929 espectadores Árbitro(s): Geoff Eltringham | Asistencia: 7,929 espectadores Árbitro(s): Geoff Eltringham |

Números entre paréntesis representan la liga en que participan en la temporada 2014-15. El 1 Liga Premier, el 2 Championship, el 3 Liga One y el 4 Liga Two.

## Segunda ronda
Los 35 ganadores de la primera ronda se unieron a 13 equipos de la Liga Premier y los 2 restantes de Championship. Los 7 equipos restantes de la Liga Premier que participaron en campeonatos europeos iniciarán su participación en la tercera ronda.
El sorteo de la segunda ronda tuvo lugar el 13 de agosto y los partidos se jugaron en la semana del 25 de agosto.
| 26 de agosto de 2014 19:45 BST | Port Vale (3)            | 2–3               | Cardiff City (2)             | Vale Park, Burslem, Stoke-on-Trent,                   |                                                       |
|                                | O'Connor 34' · Brown 90' | [Reporte Reporte] | Ralls 26' · Macheda 60', 79' | Asistencia: 4,390 espectadores Árbitro(s): David Webb | Asistencia: 4,390 espectadores Árbitro(s): David Webb |

| 26 de agosto de 2014 19:45 BST | Middlesbrough (2)             | 3–1               | Preston North End (3) | Riverside Stadium, Middlesbrough,                        |                                                          |
|                                | Tomlin 51', 66' · Fewster 57' | [Reporte Reporte] | Hugill 54'            | Asistencia: 10,727 espectadores Árbitro(s): Mark Haywood | Asistencia: 10,727 espectadores Árbitro(s): Mark Haywood |

| 26 de agosto de 2014 19:45 BST | Huddersfield Town (2) | 0–2               | Nottingham Forest (2)             | John Smith's Stadium, Huddersfield,                   |                                                       |
|                                |                       | [Reporte Reporte] | Vaughan 72' (o.g.) · Lansbury 82' | Asistencia: 6,509 espectadores Árbitro(s): Mark Brown | Asistencia: 6,509 espectadores Árbitro(s): Mark Brown |

| 26 de agosto de 2014 19:45 BST | Swansea City (1) | 1–0               | Rotherham United (2) | Liberty Stadium, Swansea, |                          |
|                                | Gomis 22'        | [Reporte Reporte] |                      | Árbitro(s): Steve Martin  | Árbitro(s): Steve Martin |

| 26 de agosto de 2014 19:45 BST | Watford (2) | 1–2               | Doncaster Rovers (3)                | Vicarage Road, Watford, Hertfordshire,                  |                                                         |
|                                | L. Dyer 31' | [Reporte Reporte] | N. Tyson 12' (pen.) · Wakefield 52' | Asistencia: 7,318 espectadores Árbitro(s): Andy Woolmer | Asistencia: 7,318 espectadores Árbitro(s): Andy Woolmer |

| 26 de agosto de 2014 19:45 BST | Millwall (2) | 0–2               | Southampton (1)      | The Den, South Bermondsey, Londres,                        |                                                            |
|                                |              | [Reporte Reporte] | Cork 53' · Pellé 90' | Asistencia: 6,014 espectadores Árbitro(s): Dean Whitestone | Asistencia: 6,014 espectadores Árbitro(s): Dean Whitestone |

| 26 de agosto de 2014 19:45 BST | Bournemouth (2)                       | 3–0               | Northampton Town (4) | Dean Court, Boscombe, Bournemouth,                    |                                                       |
|                                | Gosling 21' · Pitman 30' · Wilson 79' | [Reporte Reporte] |                      | Asistencia: 5,250 espectadores Árbitro(s): Carl Berry | Asistencia: 5,250 espectadores Árbitro(s): Carl Berry |

| 26 de agosto de 2014 19:45 BST | Brentford (2) | 0–1               | Fulham (2)    | Griffin Park, Brentford, Londres,                       |                                                         |
|                                |               | [Reporte Reporte] | McCormack 68' | Asistencia: 7,563 espectadores Árbitro(s): Scott Duncan | Asistencia: 7,563 espectadores Árbitro(s): Scott Duncan |

| 26 de agosto de 2014 19:45 BST | Scunthorpe United (3) | 0–1               | Reading (2) | Glanford Park, Scunthorpe,                              |                                                         |
|                                |                       | [Reporte Reporte] | Taylor 85'  | Asistencia: 2,657 espectadores Árbitro(s): Kevin Wright | Asistencia: 2,657 espectadores Árbitro(s): Kevin Wright |

| 26 de agosto de 2014 19:45 BST | Derby County (2) | 1–0               | Charlton Athletic (2) | iPro Stadium, Derby,                                         |                                                              |
|                                | Calero 87'       | [Reporte Reporte] |                       | Asistencia: 16,367 espectadores Árbitro(s): Graham Salisbury | Asistencia: 16,367 espectadores Árbitro(s): Graham Salisbury |

| 26 de agosto de 2014 19:45 BST | West Ham United (1) | 1–1               | Sheffield United (3) | Boleyn Ground, Newham, Londres,                             |                                                             |
|                                | Sakho 40'           | [Reporte Reporte] | Reid 57' (og)        | Asistencia: 28,930 espectadores Árbitro(s): James Linington | Asistencia: 28,930 espectadores Árbitro(s): James Linington |

| 26 de agosto de 2014 19:45 BST | Swindon Town (3)             | 2–4               | Brighton & Hove Albion (2)                                         | County Ground, Swindon,                                |                                                        |
|                                | L. Thompson 46' · Kasim 112' | [Reporte Reporte] | Ince 10' · Colunga 95' · Forster-Caskey 100' (pen.), 120+3' (pen.) | Asistencia: 5,414 espectadores Árbitro(s): Andy Madley | Asistencia: 5,414 espectadores Árbitro(s): Andy Madley |

| 26 de agosto de 2014 19:45 BST | Leicester City (1) | 0–1               | Shrewsbury Town (4) | King Power Stadium, Leicester,                          |                                                         |
|                                |                    | [Reporte Reporte] | Mangan 38'          | Asistencia: 8,017 espectadores Árbitro(s): Simon Hooper | Asistencia: 8,017 espectadores Árbitro(s): Simon Hooper |

| 26 de agosto de 2014 19:45 BST | Crewe Alexandra (3)    | 2–3               | Bolton Wanderers (2)               | Gresty Road, Crewe,                                        |                                                            |
|                                | Inman 2' · Haber 90+8' | [Reporte Reporte] | Pratley 40' · Beckford 90+2', 107' | Asistencia: 2,642 espectadores Árbitro(s): Tony Harrington | Asistencia: 2,642 espectadores Árbitro(s): Tony Harrington |

| 26 de agosto de 2014 19:45 BST | Gillingham (3) | 0–1               | Newcastle United (1) | Priestfield Stadium, Gillingham, |                             |
|                                |                | [Reporte Reporte] | Egan 25' (o.g.)      | Árbitro(s): Oliver Langford      | Árbitro(s): Oliver Langford |

| 26 de agosto de 2014 19:45 BST | Norwich City (2)                    | 3–1               | Crawley Town (3)   | Carrow Road, Norwich,                                      |                                                            |
|                                | Jerome 14' · Josh Murphy 49', 90+2' | [Reporte Reporte] | Cuéllar 55' (o.g.) | Asistencia: 14,414 espectadores Árbitro(s): Darren Deadman | Asistencia: 14,414 espectadores Árbitro(s): Darren Deadman |

| 26 de agosto de 2014 19:45 BST | Burnley (1) | 0–1               | Sheffield Wednesday (2) | Turf Moor, Burnley,                                         |                                                             |
|                                |             | [Reporte Reporte] | Nuhiu 78' (pen.)        | Asistencia: 4,979 espectadores Árbitro(s): Geoff Eltringham | Asistencia: 4,979 espectadores Árbitro(s): Geoff Eltringham |

| 26 de agosto de 2014 19:45 BST | Walsall (3) | 0–3               | Crystal Palace (1) | Bescot Stadium, Walsall,                                   |                                                            |
|                                |             | [Reporte Reporte] | Gayle 7', 25', 41' | Asistencia: 3,987 espectadores Árbitro(s): Darren Drysdale | Asistencia: 3,987 espectadores Árbitro(s): Darren Drysdale |

| 26 de agosto de 2014 20:00 BST | Milton Keynes Dons (3)          | 4–0               | Manchester United (1) | Stadium MK, Milton Keynes,                                 |                                                            |
|                                | Grigg 25', 63' · Afobe 70', 84' | [Reporte Reporte] |                       | Asistencia: 26,969 espectadores Árbitro(s): Stuart Attwell | Asistencia: 26,969 espectadores Árbitro(s): Stuart Attwell |

| 26 de agosto de 2014 20:00 BST | West Bromwich Albion (1) | 1–1               | Oxford United (4) | The Hawthorns, West Bromwich,                            |                                                          |
|                                | Mullins 29' (o.g.)       | [Reporte Reporte] | Hylton 86'        | Asistencia: 10,939 espectadores Árbitro(s): James Adcock | Asistencia: 10,939 espectadores Árbitro(s): James Adcock |

| 27 de agosto de 2014 19:45 BST | Aston Villa (1) | 0–1     | Leyton Orient (3)  | Villa Park, Birmingham,                                  |                                                          |
|                                |                 | Reporte | Roman Vincelot 87' | Asistencia: 17,918 espectadores Árbitro(s): Carl Boyeson | Asistencia: 17,918 espectadores Árbitro(s): Carl Boyeson |

| 27 de agosto de 2014 19:45 BST | Bradford City (3)                  | 2–1     | Leeds United (2) | Valley Parade, Bradford,                                 |                                                          |
|                                | Billy Knott 84' · James Hanson 86' | Reporte | Matt Smith 82'   | Asistencia: 18,750 espectadores Árbitro(s): Graham Scott | Asistencia: 18,750 espectadores Árbitro(s): Graham Scott |

| 27 de agosto de 2014 19:45 BST | Burton Albion (4) | 1–0     | Queens Park Rangers (1) | Pirelli Stadium, Burton-on-Trent,                       |                                                         |
|                                | Adam McGurk 77'   | Reporte |                         | Asistencia: 3,999 espectadores Árbitro(s): Paul Tierney | Asistencia: 3,999 espectadores Árbitro(s): Paul Tierney |

| 27 de agosto de 2014 19:45 BST | Stoke City (1)                               | 3–0     | Portsmouth (4) | Britannia Stadium, Stoke, Stoke-on-Trent,               |                                                         |
|                                | Jonathan Walters 16' (47) · Peter Crouch 90' | Reporte |                | Asistencia: 10,312 espectadores Árbitro(s): Andy D'Urso | Asistencia: 10,312 espectadores Árbitro(s): Andy D'Urso |

| 27 de agosto de 2014 19:45 BST | Birmingham City (2) | 0–3     | Sunderland (1)                                          | St Andrew's, Birmingham,                                |                                                         |
|                                |                     | Reporte | Jordi Gómez 77' · Adam Johnson 87' · Connor Wickham 88' | Asistencia: 11,245 espectadores Árbitro(s): Darren Bond | Asistencia: 11,245 espectadores Árbitro(s): Darren Bond |

## Tercera ronda
Los 7 equipos participantes en competiciones europeas (Liga de Campeones de la UEFA o Liga Europea de la UEFA): Manchester City, Arsenal, Chelsea, Everton, Hull City, Liverpool y Tottenham Hotspur ingresaron al torneo en esta ronda. El sorteo se realizó el 27 de agosto y se jugó en la semana del 22 de septiembre de 2014.
| 23 de septiembre de 2014 21:00 GMT | Arsenal (1)        | 1–2     | Southampton (1)                       | Emirates Stadium, Londres,                            |                                                       |
|                                    | Alexis Sánchez 13' | Reporte | Dusan Tadic 20' · Nathaniel Clyne 40' | Asistencia: 59,621 espectadores Árbitro(s): K. Stroud | Asistencia: 59,621 espectadores Árbitro(s): K. Stroud |

| 23 de septiembre de 2014 19:45 BST | Leyton Orient (3) | 0–1     | Sheffield United (3) | Brisbane Road, Leyton,                                  |                                                         |
|                                    |                   | Reporte | Higdon 2'            | Asistencia: 3,223 espectadores Árbitro(s): James Adcock | Asistencia: 3,223 espectadores Árbitro(s): James Adcock |

| 23 de septiembre de 2014 19:45 BST | Cardiff City (2) | 0–3     | Bournemouth (2)               | Cardiff City Stadium, Cardiff,                         |                                                        |
|                                    |                  | Reporte | Gosling 9', 33' · Daniels 22' | Asistencia: 6,491 espectadores Árbitro(s): Andy Madley | Asistencia: 6,491 espectadores Árbitro(s): Andy Madley |

| 23 de septiembre de 2014 19:45 BST | Derby County (2)                   | 2–0     | Reading (2) | Pride Park, Derby.,                                      |                                                          |
|                                    | Russell 67' · Pearce 82' (autogol) | Reporte |             | Asistencia: 18,409 espectadores Árbitro(s): Simon Hooper | Asistencia: 18,409 espectadores Árbitro(s): Simon Hooper |

| 23 de septiembre de 2014 19:45 BST | Liverpool (1)            | 2–2     | Middlesbrough (2)          | Anfield, Liverpool,                                    |                                                        |
|                                    | Rossiter 10' · Suso 109' | Reporte | Reach 62' · Bamford 120+3' | Asistencia: 42,857 espectadores Árbitro(s): Mike Jones | Asistencia: 42,857 espectadores Árbitro(s): Mike Jones |

| 23 de septiembre de 2014 22:15 GMT | Milton Keynes Dons (3) | 2–0     | Bradford City (3) | Stadium MK, Buckinghamshire,                           |                                                        |
|                                    | Benik Afobe 5', 86'    | Reporte |                   | Asistencia: 5707 espectadores Árbitro(s): Mick Russell | Asistencia: 5707 espectadores Árbitro(s): Mick Russell |

| 23 de septiembre de 2014 21:32 GMT | Shrewsbury Town (4) | 1–0     | Norwich City (2) | Greenhous Meadow Stadium, Shrewsbury,                      |                                                            |
|                                    | James Collins 54'   | Reporte |                  | Asistencia: 6,187 espectadores Árbitro(s): Scott Mathieson | Asistencia: 6,187 espectadores Árbitro(s): Scott Mathieson |

| 23 de septiembre de 2014 21:32 GMT | Sunderland (1)    | 1–2     | Stoke City (1)        | Stadium of Light, Sunderland.,                        |                                                       |
|                                    | Jozy Altidore 16' | Reporte | Marc Muniesa 31', 71' | Asistencia: 17,353 espectadores Árbitro(s): Mike Dean | Asistencia: 17,353 espectadores Árbitro(s): Mike Dean |

| 23 de septiembre de 2014 21:21 GMT | Swansea City (1)                                          | 3–0     | Everton (1) | Liberty Stadium, Swansea, Gales.,                      |                                                        |
|                                    | Nathan Dyer 28' · Gylfi Sigurdsson 64' · Marvin Emnes 87' | Reporte |             | Asistencia: 20,397 espectadores Árbitro(s): Roger East | Asistencia: 20,397 espectadores Árbitro(s): Roger East |

| 23 de septiembre de 2014 21:57 GMT | Fulham (2)                    | 2–1     | Doncaster Rovers (2) | Craven Cottage, Londres.,                               |                                                         |
|                                    | Bryan Ruiz 16' · Dan Burn 32' | Reporte | James Coppinger 60'  | Asistencia: 8,070 espectadores Árbitro(s): Kevin Friend | Asistencia: 8,070 espectadores Árbitro(s): Kevin Friend |

| 24 de septiembre de 2014 21:17 GMT | Burton Albion (2) | 0–3     | Brighton & Hove Albion (2)                                     | Pirelli Stadium, Burton upon Trent.,                   |                                                        |
|                                    |                   | Reporte | Rohan Ince 18' · Kazenga Lua Lua 37' · Craig Mackail-Smith 88' | Asistencia: 3,253 espectadores Árbitro(s): Darren Bond | Asistencia: 3,253 espectadores Árbitro(s): Darren Bond |

| 24 de septiembre de 2014 21:48 GMT | Chelsea (1)           | 2–1     | Bolton Wanderers (2) | Stamford Bridge, Londres.,                               |                                                          |
|                                    | Zouma 25' · Oscar 55' | Reporte | Matthew Mills 31'    | Asistencia: 40,988 espectadores Árbitro(s): Graham Scott | Asistencia: 40,988 espectadores Árbitro(s): Graham Scott |

| 24 de septiembre de 2014 21:10 GMT | Manchester City (1)                                                                        | 7–0     | Sheffield Wednesday (2) | Etihad Stadium, Mánchester.,                             |                                                          |
|                                    | Frank Lampard 47', 90' · Edin Džeko 53', 77' · Jesús Navas 54' · Yaya Touré 60' · Pozo 88' | Reporte |                         | Asistencia: 32,346 espectadores Árbitro(s): Paul Tierney | Asistencia: 32,346 espectadores Árbitro(s): Paul Tierney |

| 24 de septiembre de 2014 21:06 GMT | Tottenham Hotspur (1)                                 | 3–1     | Nottingham Forest (2) | White Hart Lane, Londres.,                                 |                                                            |
|                                    | Ryan Mason 72' · Roberto Soldado 83' · Harry Kane 90' | Reporte | Jorge Grant 61'       | Asistencia: 31,912 espectadores Árbitro(s): Andre Marriner | Asistencia: 31,912 espectadores Árbitro(s): Andre Marriner |

| 24 de septiembre de 2014 22:44 GMT | Crystal Palace (1)                   | 2–3     | Newcastle United (1)                                 | Selhurst Park, Londres.,                                  |                                                           |
|                                    | Dwight Gayle 25' · Sullay Kaikai 90' | Reporte | Emmanuel Riviere 36', 48' (pen.) · Paul Dummett 112' | Asistencia: 13,773 espectadores Árbitro(s): Robert Madley | Asistencia: 13,773 espectadores Árbitro(s): Robert Madley |

| 24 de septiembre de 2014 21:52 GMT | West Bromwich Albion (1)                                  | 3–2     | Hull City (1)                   | The Hawthorns, West Bromwich.,                        |                                                       |
|                                    | Brown Ideye 15' · Gareth McAuley 87' · Saido Berahino 88' | Reporte | Tom Ince 41' · Robbie Brady 50' | Asistencia: 10,496 espectadores Árbitro(s): Phil Dowd | Asistencia: 10,496 espectadores Árbitro(s): Phil Dowd |

## Cuarta Ronda
El sorteo se realizó el 24 de septiembre y se jugó en la semana que inicial el 27 de octubre de 2014.
| 28 de octubre de 2014 22:15 GMT | AFC Bournemouth (2)     | 2–1               | West Bromwich Albion (1) | Goldsands Stadium, Bournemouth,                          |                                                          |
|                                 | O'Kane 49' · Wilson 86' | [Reporte Reporte] | Elphick 85' (a.g.)       | Asistencia: 11,296 espectadores Árbitro(s): Paul Tierney | Asistencia: 11,296 espectadores Árbitro(s): Paul Tierney |

| 28 de octubre de 2014 22:13 GMT | Milton Keynes Dons (3) | 1–2               | Sheffield United (3) | Stadium MK, Milton Keynes,                            |                                                       |
|                                 | Afobe 67Pen'           | [Reporte Reporte] | Higdon 86' (90+3)    | Asistencia: 8,520 espectadores Árbitro(s): Roger East | Asistencia: 8,520 espectadores Árbitro(s): Roger East |

| 28 de octubre de 2014 22:02 GMT | Shrewsbury Town (3) | 1–2               | Chelsea (1)                                       | Greenhous Meadow Stadium,                                  |                                                            |
|                                 | Andy Mangan 77'     | [Reporte Reporte] | Didier Drogba 48' · Jermaine Grandison 81' (a.g.) | Asistencia: 10,210 espectadores Árbitro(s): Neil Swarbrick | Asistencia: 10,210 espectadores Árbitro(s): Neil Swarbrick |

| 28 de octubre de 2014 22:15 GMT | Fulham (2)              | 2–5               | Derby County (2)                                                                         | Craven Cottage,                                          |                                                          |
|                                 | Moussa Dembele 27' (45) | [Reporte Reporte] | Chris Martin 45+2 Pen' · Johnny Russell 47' · Simon Dawkins 54' (65) · Jeff Hendrick 62' | Asistencia: 15,156 espectadores Árbitro(s): Graham Scott | Asistencia: 15,156 espectadores Árbitro(s): Graham Scott |

| 28 de octubre de 2014 22:27 GMT | Liverpool (1)                          | 2–1               | Swansea City (1) | Anfield,                                                 |                                                          |
|                                 | Mario Balotelli 85' · Dejan Lovren 90' | [Reporte Reporte] | Marvin Emnes 65' | Asistencia: 42,582 espectadores Árbitro(s): Keith Stroud | Asistencia: 42,582 espectadores Árbitro(s): Keith Stroud |

| 29 de octubre de 2014 22:05 GMT | Manchester City (1) | 0–2               | Newcastle United (1)                   | Etihad Stadium,                                            |                                                            |
|                                 |                     | [Reporte Reporte] | Rolando Aarons 6' · Moussa Sissoko 75' | Asistencia: 40,752 espectadores Árbitro(s): Stuart Attwell | Asistencia: 40,752 espectadores Árbitro(s): Stuart Attwell |

| 29 de octubre de 2014 22:05 GMT | Stoke City (1)                            | 2–3               | Southampton (1)                         | Britannia Stadium,                                    |                                                       |
|                                 | Steven N'Zonzi 49' · Mame Biram Diouf 82' | [Reporte Reporte] | Graziano Pelle 6' (88) · Shane Long 30' | Asistencia: 16,340 espectadores Árbitro(s): Lee Mason | Asistencia: 16,340 espectadores Árbitro(s): Lee Mason |

| 29 de octubre de 2014 22:05 GMT | Tottenham Hotspur (1)            | 2–0               | Brighton & Hove Albion (2) | White Hart Lane,                                             |                                                              |
|                                 | Erik Lamela 54' · Harry Kane 74' | [Reporte Reporte] |                            | Asistencia: 33,537 espectadores Árbitro(s): Mark Clattenburg | Asistencia: 33,537 espectadores Árbitro(s): Mark Clattenburg |

## Quinta Ronda
El sorteo se realizó el 29 de octubre y se jugó en la semana que inicia el 15 de diciembre de 2014.
| 16 de diciembre de 2014 GMT | Derby County (2) | 1–3     | Chelsea (1)                                            | Pride Park Stadium, Derby                                 |                                                           |
|                             | Craig Bryson 71' | Reporte | Eden Hazard 23' · Filipe Luis 56' · André Schürrle 82' | Asistencia: 30,639 espectadores Árbitro(s): Jonathan Moss | Asistencia: 30,639 espectadores Árbitro(s): Jonathan Moss |

| 16 de diciembre de 2014 GMT | Sheffield United (3) | 1–0     | Southampton (1) | Bramall Lane, Sheffield                               |                                                       |
|                             | Sinan Bolat 63'      | Reporte |                 | Asistencia: 21,906 espectadores Árbitro(s): Chris Foy | Asistencia: 21,906 espectadores Árbitro(s): Chris Foy |

| 17 de diciembre de 2014 GMT | Tottenham Hotspur (1)                                                        | 4–0     | Newcastle United (1) | White Hart Lane, Londres                                   |                                                            |
|                             | Nabil Bentaleb 18' · Nacer Chadli 46' · Harry Kane 65' · Roberto Soldado 70' | Reporte |                      | Asistencia: 34,677 espectadores Árbitro(s): Andre Marriner | Asistencia: 34,677 espectadores Árbitro(s): Andre Marriner |

| 17 de diciembre de 2014 GMT | Bournemouth (2) | 1–3     | Liverpool (1)                                | Dean Court, Bournemouth                                      |                                                              |
|                             | Dan Gosling 57' | Reporte | Raheem Sterling 20' 51' · Lazar Marković 27' | Asistencia: 11,347 espectadores Árbitro(s): Mark Clattenburg | Asistencia: 11,347 espectadores Árbitro(s): Mark Clattenburg |

## Semifinales
El sorteo se realizó el 17 de diciembre.

### Ida
| 20 de enero de 2015 GMT | Liverpool (1)   | 1:1 (0:1) | Chelsea (1)           | Anfield, Liverpool                                          |                                                             |
|                         | R. Sterling 59' | Reporte   | Eden Hazard 18' (pen) | Asistencia: 44,573 espectadores Árbitro(s): Martin Atkinson | Asistencia: 44,573 espectadores Árbitro(s): Martin Atkinson |

| 21 de enero de 2015 GMT | Tottenham Hotspur (1)     | 1:0 (0:0) | Sheffield United (3) | White Hart Lane, Londres                                   |                                                            |
|                         | Andros Townsend 74' (pen) | Reporte   |                      | Asistencia: 35,323 espectadores Árbitro(s): Neil Swarbrick | Asistencia: 35,323 espectadores Árbitro(s): Neil Swarbrick |

### Vuelta
| 27 de enero de 2015 GMT | Chelsea (1)  | 1:0 (0:0) | Liverpool (1) | Stamford Bridge, Londres                                   |                                                            |
|                         | Ivanović 94' | Reporte   |               | Asistencia: 40,659 espectadores Árbitro(s): Michael Oliver | Asistencia: 40,659 espectadores Árbitro(s): Michael Oliver |

| 28 de enero de 2015 GMT | Sheffield United (3) | 2:2 (0:1) | Tottenham Hotspur (1)     | Bramall Lane, Sheffield                               |                                                       |
|                         | Che Adams 77' 79'    | Reporte   | Christian Eriksen 28' 88' | Asistencia: 30,236 espectadores Árbitro(s): Mike Dean | Asistencia: 30,236 espectadores Árbitro(s): Mike Dean |

## Final
| 1          | POR        | Petr Čech          |       |
| 26         | DEF        | John Terry         |       |
| 2          | DEF        | Branislav Ivanović |       |
| 28         | DEF        | César Azpilicueta  |       |
| 5          | DEF        | Kurt Zouma         |       |
| 4          | MED        | Cesc Fàbregas      | 88'   |
| 24         | MED        | Gary Cahill        |       |
| 7          | MED        | Ramires            |       |
| 10         | MED        | Eden Hazard        |       |
| 22         | MED        | Willian            | 76'   |
| 19         | DEL        | Diego Costa        | 90+2' |
| Entrenador | Entrenador | José Mourinho      |       |

| 1          | POR        | Hugo Lloris         |     |
| 3          | DEF        | Danny Rose          |     |
| 5          | DEF        | Jan Vertonghen      |     |
| 2          | DEF        | Kyle Walker         |     |
| 15         | DEF        | Eric Dier           |     |
| 22         | MED        | Nacer Chadli        | 80' |
| 38         | MED        | Ryan Mason          | 71' |
| 17         | MED        | Andros Townsend     | 62' |
| 23         | MED        | Christian Eriksen   |     |
| 42         | MED        | Nabil Bentaleb      |     |
| 18         | DEL        | Harry Kane          |     |
| Entrenador | Entrenador | Mauricio Pochettino |     |

| 23 | MED | Juan Guillermo Cuadrado | 76'   |
| 8  | MED | Oscar                   | 88'   |
| 11 | DEL | Didier Drogba           | 90+2' |

| 19 | MED | Mousa Dembélé   | 62' |
| 11 | MED | Erik Lamela     | 71' |
| 9  | DEL | Roberto Soldado | 80' |

| Anotado | 45' | John Terry  | 1–0 |
| Anotado | 56' | Diego Costa | 2–0 |

|  |

| Amonestado | 72' | Kurt Zouma              |
| Amonestado | 70' | Willian                 |
| Amonestado | 85' | Juan Guillermo Cuadrado |

| Amonestado | 31' | Eric Dier      |
| Amonestado | 78' | Nabil Bentaleb |

| Árbitro             | Anthony Taylor |
| Árbitros asistentes | Lee Betts      |
| Árbitros asistentes | Dave Bryan     |
| Cuarto árbitro      | Craig Pawson   |

| 1          | POR        | Petr Čech          |       |
| 26         | DEF        | John Terry         |       |
| 2          | DEF        | Branislav Ivanović |       |
| 28         | DEF        | César Azpilicueta  |       |
| 5          | DEF        | Kurt Zouma         |       |
| 4          | MED        | Cesc Fàbregas      | 88'   |
| 24         | MED        | Gary Cahill        |       |
| 7          | MED        | Ramires            |       |
| 10         | MED        | Eden Hazard        |       |
| 22         | MED        | Willian            | 76'   |
| 19         | DEL        | Diego Costa        | 90+2' |
| Entrenador | Entrenador | José Mourinho      |       |

| 1          | POR        | Hugo Lloris         |     |
| 3          | DEF        | Danny Rose          |     |
| 5          | DEF        | Jan Vertonghen      |     |
| 2          | DEF        | Kyle Walker         |     |
| 15         | DEF        | Eric Dier           |     |
| 22         | MED        | Nacer Chadli        | 80' |
| 38         | MED        | Ryan Mason          | 71' |
| 17         | MED        | Andros Townsend     | 62' |
| 23         | MED        | Christian Eriksen   |     |
| 42         | MED        | Nabil Bentaleb      |     |
| 18         | DEL        | Harry Kane          |     |
| Entrenador | Entrenador | Mauricio Pochettino |     |

| 23 | MED | Juan Guillermo Cuadrado | 76'   |
| 8  | MED | Oscar                   | 88'   |
| 11 | DEL | Didier Drogba           | 90+2' |

| 19 | MED | Mousa Dembélé   | 62' |
| 11 | MED | Erik Lamela     | 71' |
| 9  | DEL | Roberto Soldado | 80' |

| Anotado | 45' | John Terry  | 1–0 |
| Anotado | 56' | Diego Costa | 2–0 |

|  |

| Amonestado | 72' | Kurt Zouma              |
| Amonestado | 70' | Willian                 |
| Amonestado | 85' | Juan Guillermo Cuadrado |

| Amonestado | 31' | Eric Dier      |
| Amonestado | 78' | Nabil Bentaleb |

| Árbitro             | Anthony Taylor |
| Árbitros asistentes | Lee Betts      |
| Árbitros asistentes | Dave Bryan     |
| Cuarto árbitro      | Craig Pawson   |

|                           |
| Bandera de Inglaterra     |
| Campeón Chelsea 5° título |